# Cavour (metrostation)

Cavour is een station aan lijn B van de metro van Rome dat op 9 februari 1955. Het is genoemd naar Camillo Benso di Cavour de eerste premier van Italië.

## Geschiedenis
Het station is onderdeel van het eerste Romeinse metrotraject, dat ten behoeve van de bezoekers aan de geplande wereldtentoonstelling in 1942 werd gebouwd.  De stations tussen Termini en Piramide werden vlak onder het straatoppervlak ontworpen. Zodoende kregen de ook zijperrons bij Cavour elk een eigen ingang. De bouw begon in 1938 maar werd in 1940 stilgelegd. De wereldtentoonstelling werd geschrapt maar de metrolijn werd tussen 1948 en 1955 afgebouwd. Het deel tussen Termini en Colosseo, waaronder Cavour, is een geboorde tunnel. Op 9 februari 1955 opende de Italiaanse president de metro en de volgende ochtend kon ook het publiek mee met de metro. 

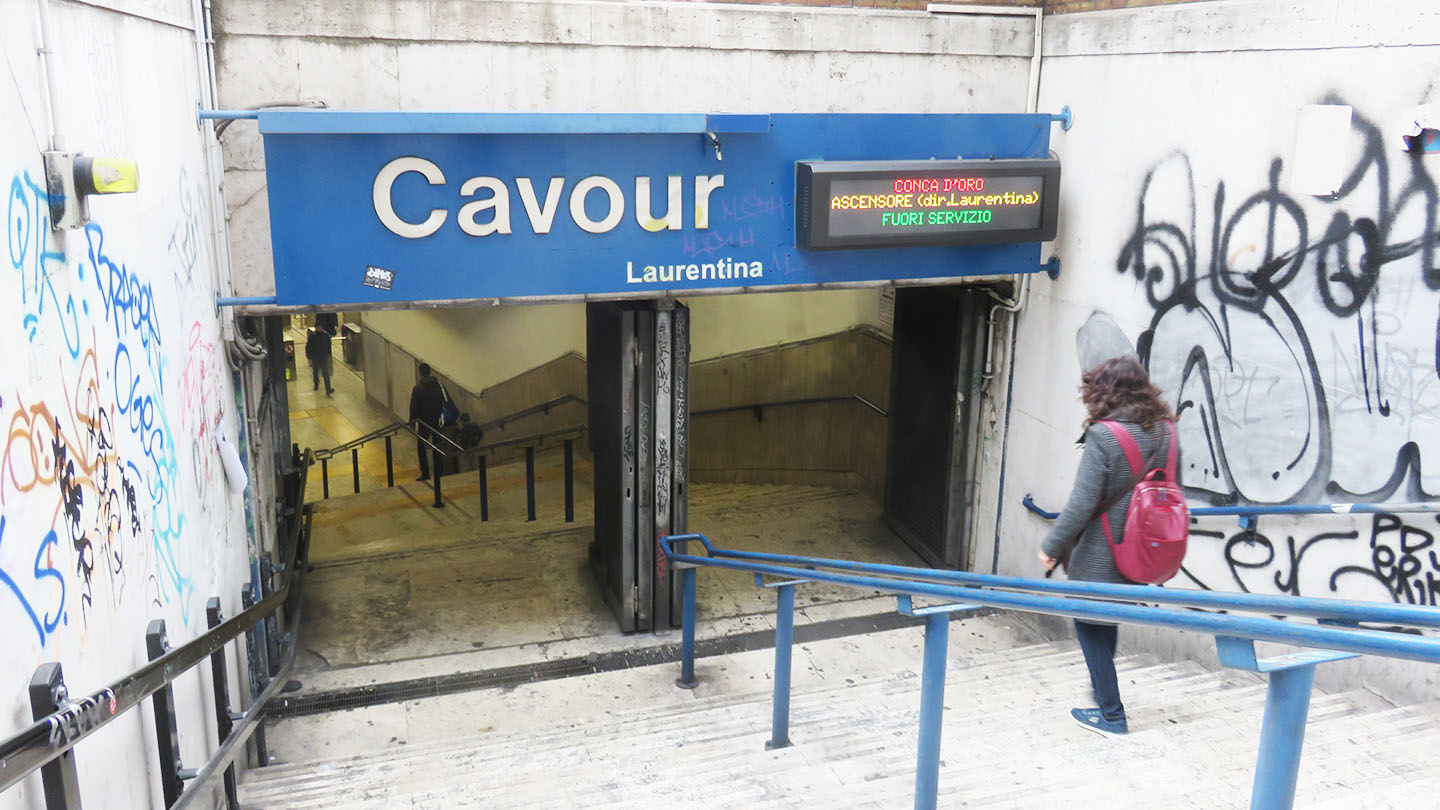
De oostelijke toegang.
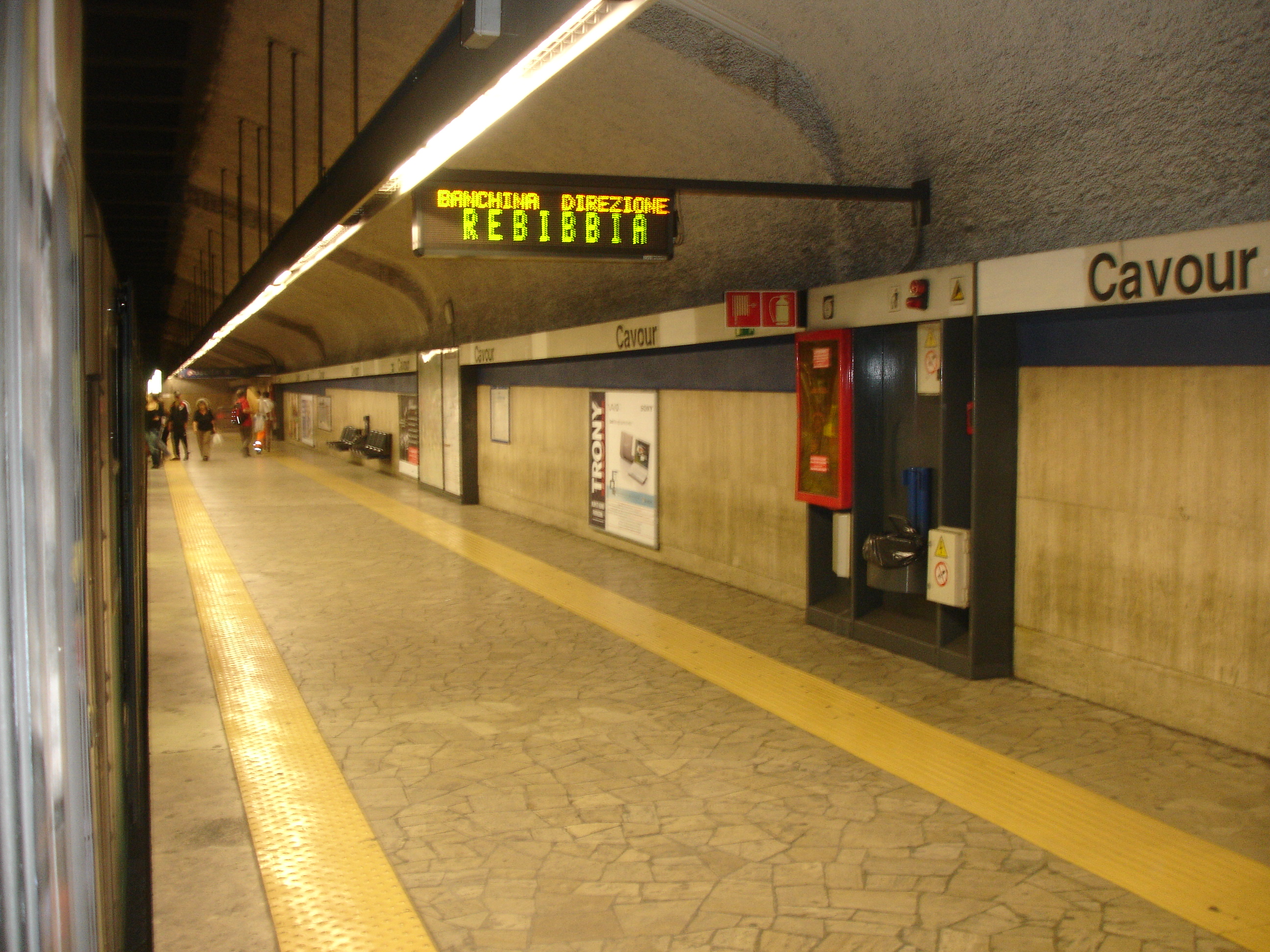
Het westelijke perron.

## Ligging en inrichting
Het gewelf met de sporen en de perrons ligt onder de Via Cavour ter hoogte van de kruising met de Via Giovanni Lanza, door de ondiepe ligging is er geen gemeenschappelijke verdeelhal voor beide richtingen. De oostelijke ingang voor de metro's naar het zuiden ligt voor de huizen aan de noordoostkant van de kruising. De westelijke ingang voor de metro's naar het noorden ligt aan de Piazza della Suburra. Deze ligt op hetzelfde niveau als de perrons en is met trappen verbonden met de Via Cavour. Ruim 450 meter ten noordoosten van het station ligt de basiliek van Santa Maria Maggiore, terwijl ruim 550 meter in de andere richting de Fori Imperiali te vinden zijn.